# Christian Negouai
Christian Negouai (Fort-de-France, 20 gennaio 1975) è un ex calciatore francese, di ruolo centrocampista.

## Biografia
È un musulmano praticante.

## Carriera

### Club
Negouai cominciò la carriera con la maglia del Vaulx-en-Velin, per poi passare ai belgi del Namur. Dal 1999 al 2001, fu un calciatore dello Charleroi. Fu poi ingaggiato dagli inglesi del Manchester City, debuttando per questo club in data 17 novembre 2001: fu titolare nella sconfitta per 2-1 sul campo del Portsmouth. La settimana seguente, precisamente in data 24 novembre, fu autore di un gol nel 2-1 inflitto al Rotherham United. L'esperienza di Negouai ai Citizens fu tormentata da un serio infortunio, che richiese diverse operazioni e che ne limitò le apparizioni. Nel 2005, fu prestato al Coventry City.
Terminata questa esperienza, tornò in Belgio per militare nelle file dello Standard Liegi. Fu poi messo sotto contratto dai norvegesi dell'Aalesund. Debuttò nella 1. divisjon in data 17 settembre, subentrando a Joakim Austnes nella vittoria per 5-3 sullo Hønefoss. Giocò 4 partite, contribuendo al ritorno del club nella Tippeligaen. Si trasferì poi al Brussels, dove rimase per una stagione.

## Palmarès

### Club

#### Competizioni nazionali
- First Division: 1

Manchester City: 2001-2002